# بی‌بی‌اس

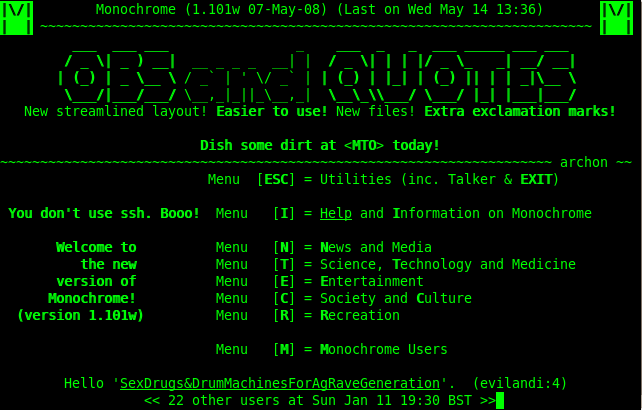
بی‌بی‌اس تک رنگ

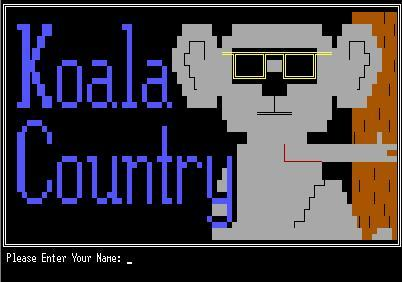
یک نمونه صفحه ورود به سامانه ای‌ان‌اس‌آی بی‌بی‌اس

بی‌بی‌اس یا سامانه تابلوی اعلانات (انگلیسی: Bulletin board system) یک برنامه اجرا شونده روی میزبان (شبکه) است که به کاربران اجازه می‌دهد تا با استفاده از برنامه پایانه به سامانه وصل شوند. پس از ورود به سامانه، کاربر می‌تواند اعمال مختلفی مانند: بارگذاری و بارگیری نرم‌افزار و داده‌ها، خواندن و انتشار اخبار، ارتباط با دیگر اعضاء در اتاق گفتگو و چت، بازی و سرگرمی و … را انجام دهد. اتاق گفتگوی بی‌بی‌اس‌ها با استفاده از چندین خط تلفن به کاربران اجازه می‌داد تا با یکدیگر ارتباط برقرار کنند. سامانه‌های تابلوی اعلانات از بسیاری جهات پیشگام وب جهان‌گستر مدرن، خدمات شبکه‌های اجتماعی و دیگر جنبه‌های اینترنت بودند. مودم‌هایی با هزینه پایین و کارایی بالا، استفاده از خدمات آنلاین و بی‌بی‌اس‌ها را از اوایل دهه ۱۹۹۰ میسر ساختند. اینفوورلد تخمین زده‌است که ۶۰٬۰۰۰ بی‌بی‌اس در سال ۱۹۹۴ به تنها ۱۷ میلیون کاربر در ایالات متحده خدمات ارائه کرده‌اند؛ و بازار اشتراکی بسیار بزرگتر از خدمات آنلاین بزرگ مانند کامپیوسرو بوده‌اند.
معرفی مودم‌های ارزان قیمت دایل آپ خدمات اینترنتی و مرورگر وب موزاییک سبب دسترسی جهانی و آسان به خدمات آنلاین اینترنتی شد، خدماتی که بی‌بی‌اس و سامانه‌های آنلاین مشابه ارائه نمی‌کردند و در نهایت در سال ۱۹۹۴ منجر به سقوط سریع بی‌بی‌اس در بازار شد. در طول سال‌های بعد، بسیاری از ارائه دهندگان پیشرو بی‌بی‌اس ورشکسته و ده‌ها هزار بی‌بی‌اس ناپدید شدند. امروز در بیشتر نقاط جهان بی‌بی‌اس‌ها بیشتر به عنوان یک سرگرمی نوستالژیک شناخته می‌شوند، اما هنوز هم بی‌بی‌اس در برخی از نقاط تایوان (پی‌تی‌تی سامانه تابلوی اعلانات) و چین برای ارتباط بین جوانان رایج است. بیشتر بی‌بی‌اس‌ها اکنون بر روی تلنت در دسترس هستند و معمولاً از حساب‌های ایمیل رایگان، خدمات اف‌تی‌پی، آی‌آرسی و تمام پروتکل ارتباطات معمول در اینترنت استفاده می‌شود.
این نرم‌افزار امکان دسترسی کاربران به این سامانه از طریق خط تلفن (یا telnet) به همراه یک نرم‌افزار پایانه مانند HyperTerminal در ویندوز یا ICL (Irnet Com Lite) در DOS را فراهم می‌کند.
این سامانه تحت DOS اجرا و مدیریت شده و قابلیت اتصال به اینترنت را نیز دارا می‌باشند.
در حقیقت این شبکه‌های نخستین کانونهای مجازی اینترنتی در ایران بودند که با استقبال بسیاری از سوی کاربران مواجه شدند. از جمله این شبکه‌های معروف می‌توان به شبکه پیام، شبکه هدف، شبکه نابغه، شبکه ایستاتیس در بخش خصوص و بسیاری از شبکه‌های وابسته به دولت مانند شبکه خانه ملت و بسیاری دیگر نام برد.
با گسترش اینترنت، این‌گونه شبکه‌ها کاملاً به دست فراموشی سپرده شدند.